# Debilitate
Debilitatea (retardul) este o stare de slăbiciune a organismului.
În medicină, debilitatea mintală este forma de înapoiere sau deficiență mintală mai ușoară decât idioțenia și imbecilitatea, în care individul nu poate depăși însușirea cunoștințelor corespunzătoare primelor patru clase primare. Poate fi congenitală sau dobândită în urma unor afecțiuni neuro-psihice.

## Debilitatea medicală
Înapoierea mintală are trei grade: idioția, imbecilitatea și debilitatea mintală. 

Idioția este stadiul cel mai grav al înapoierii mintale. Persoana care prezintă acest tip de handicap are o dezvoltare fizică deficitară, gândirea este extrem de rudimentară și după exersări îndelungate poate executa mișcări de autoservire și necesită îngrijire permanentă. Nu depășește niciodată nivelul unui copil normal de doi ani. 

Imbecilitatea este un grad intermediar de înapoiere mintală, în care persoana nu-și poate însuși limbajul scris și nu poate depăși nivelul vârstei preșcolare, însă reușește să învețe să meargă, să vorbească și să achiziționeze cunoștințe fragmentare. 

Debilitatea mintală este gradul cel mai ușor al întârzierii mintale. Deficitul intelectual se manifestă în capacitate redusă de generalizare și abstractizare. La prima vedere, datorită lipsei unor deficiențe fizice evidente, debilul mintal nu se deosebește de un om normal. Din cauza criticismului redus al gândirii, a caracterului pueril al afectivității, el are nevoie de îndrumarea adulților chiar și atunci când reușește să-și câștige singur existența. În felul acesta se explică de ce legea s-a ocupat în mod expres în materia mijloacelor de ocrotire civilă numai de situația debililor mintali și nu și de cea a celorlalți deficienți mintali.

## Debilitatea juridică
Deși din punct de vedere medical există diferențe importante între cele trei situații, din punct de vedere juridic, termenul de debil mintal este interpretat în sens larg, cuprinzând și cazurile de idioție și de imbecilitate, pe care legea nu le include expres printre situațiile de interdicție. Cu toate că aceste persoane au o autonomie fizică relativă și au în permanență nevoie de îngrijire specială, este greu de presupus că pot intra singure în raporturi juridice cu alte persoane, dar aplicarea interdicției judecătorești ca măsură de ocrotire nu este exclusă.